# Wulf Herzogenrath
Wulf Herzogenrath (* 23. März 1944 in Rathenow, Mark Brandenburg) ist ein deutscher Kunsthistoriker und Kurator. Er gilt als führender Fachmann für Videokunst und Bauhaus.

## Biografie
Herzogenrath studierte ab 1963 Kunstgeschichte, Klassische Archäologie und Volkskunde in Kiel, Berlin und Bonn. 1967 und 1968 bearbeitete er für den Württembergischen Kunstverein den grundlegenden Ausstellungskatalog „50 Jahre Bauhaus“. 1970 wurde er an der Rheinischen Friedrich-Wilhelms-Universität Bonn bei Herbert von Einem über die Wandbilder von Oskar Schlemmer promoviert. Anschließend 1970/71 fand er eine Anstellung am Museum Folkwang in Essen und leitete den Kunstring Folkwang e. V.
1973 wurde Herzogenrath mit 28 Jahren zum bis dato jüngsten Direktor eines Kunstvereins ernannt. Den Kölnischen Kunstverein leitete er 17 Jahre lang bis 1989. In dieser Zeit war er auch Lehrbeauftragter für Kunstvermittlung an den Kölner Werkschulen (FH für Kunst und Design). 1977 betreute er für die Documenta 6 den Bereich Videokunst. Ferner kuratierte er Ausstellungen für das Institut für Auslandsbeziehungen (IfA) Stuttgart, u. a. die 15-teilige Reihe 150 Jahre Fotografie in Deutschland. 1980 gründete Herzogenrath mit einigen Kollegen die Arbeitsgemeinschaft Deutscher Kunstvereine (ADKV), deren erster Vorsitzender er für zehn Jahre wurde. 1983 bis 1997 war Herzogenrath stellvertretender Sprecher der Internationalen Kunst-Ausstellungsleiter-Tagung (IKT). 1987 berief ihn Manfred Schneckenburger in das Leitungsteam der Documenta 8.
1989 wurde er zum Hauptkustos an die Nationalgalerie in (West-)Berlin berufen. Für diese erarbeitete er das Konzept der Nationalgalerie der Gegenwart im Hamburger Bahnhof, deren Leitung er nach der Eröffnung auch übernehmen sollte. Nach einem Streit mit dem Kunsthändler Heiner Bastian, der die Stiftung des Kunstsammlers Erich Marx vertrat, setzte der Generaldirektor der Staatlichen Museen zu Berlin, Wolf-Dieter Dube, Herzogenrath jedoch im Januar 1993 als Verantwortlichen für den Hamburger Bahnhof ab.
Im September 1994 nahm Herzogenrath die Berufung als Direktor der Kunsthalle Bremen an. Seit 1995 ist er außerdem Honorar-Professor an der Hochschule für Künste Bremen. 2006 wurde Herzogenrath zum Mitglied in die Sektion Bildende Kunst der Berliner Akademie der Künste gewählt. Seit 2007 ist er Vorsitzender der Jury des Kaiserrings der Stadt Goslar. Als Mitglied des Hochschulrates der Hochschule für Bildende Künste Braunschweig seit 2003 wurde Herzogenrath 2008 dessen Vorsitzender. Im selben Jahr wurde er außerdem Mitglied des Kuratoriums für das neue Bauhaus-Museum in Weimar. Zum 31. Oktober 2011 beendete Herzogenrath seine hauptberufliche Tätigkeit, nachdem er die Modernisierung und Erweiterung der Kunsthalle Bremen zum 20. August 2011 erfolgreich abschließen konnte.
Im Jahr 2012 wählten ihn die Mitglieder der Sektion Bildende Kunst der Akademie der Künste Berlin zu ihrem ehrenamtlichen Direktor. Nach Ausschöpfung der satzungsgemäßen zwei möglichen Wiederwahlen wurde der Kunsthistoriker im Herbst 2021 von Karin Sander als Sektionsleiterin abgelöst. In der Zwischenzeit überließ Herzogenrath sein Archiv mit Studiensammlung, frühen Videoarbeiten, Fotografien, Installationsentwürfen und Briefen der Akademie. Öffentlich zugänglich gemacht wurde der Vorlass Ende 2018 zur Eröffnung eines internationalen Symposiums im Rahmen des Festivals Videoart at Midnight.
Herzogenrath war in erster Ehe mit Stephanie Herzogenrath (1942–2012) verheiratet und hat sechs Kinder. Er lebt als freier Kurator und Autor in Berlin und Köln.

## Kuratorische Arbeit
Als Direktor des Kölnischen Kunstvereins konzipierte Herzogenrath im Jahr 1976 die erste europäische Einzelausstellung des Videokunst-Pioniers Nam June Paik. An der Gestaltung der Documenta 6 (1977), wo er für den Bereich Videokunst zuständig war, und der Documenta 8 (1987) war er wesentlich beteiligt. Er arbeitete zusammen mit Vittorio Fagone, Bruce Ferguson, Kathy Huffmann, Keigo Yamamoto, Barbara London, Wolfgang Preikschat, Dorine Mignot, René Pulfer und Biljana Tomić.
Als Hauptkustos der Nationalgalerie Berlin konnte Herzogenrath zahlreiche Arbeiten und Frühwerke von Marie Jo Lafontaine, Bill Viola, Wolf Vostell, Nam June Paik und Frühwerke der Medienkunst für die Museumssammlung erwerben.
Auf seine Veranlassung und mit Hilfe der Bundeskulturstiftung fand 2006 das Projekt 40jahrevideokunst.de statt, bei dem 59 historische und aktuelle Videobänder von 1963 bis heute, zeitgleich in fünf Museen, unter anderen in der Kunsthalle Bremen, der Städtischen Galerie im Lenbachhaus, München und dem Museum der bildenden Künste in Leipzig gezeigt wurden. Die Arbeiten sind inzwischen im Archiv verschiedener Sammlungen und Institutionen temporär zugänglich.
Als Direktor der Kunsthalle Bremen organisierte Herzogenrath zahlreiche Sonderausstellungen zur Medienkunst und zum Bremer Sammlungsschwerpunkt „Kunst um 1900“, darunter 1999 die Retrospektive des Videokunst-Pioniers Nam June Paik, 2000 Der Blaue Reiter, 2002/03 Van Gogh: Felder, 2005/06 Monet und Camille – Frauenportraits im Impressionismus oder 2007/08 Paula in Paris.
Für die Akademie der Künste kuratierte Herzogenrath im Rahmen der Berliner Festspiele unter anderem A Year from Monday. 365 Tage Cage, 2012 und Schwindel der Wirklichkeit – Partizipation, Video Closed Circuits – wie kommt der Betrachter ins Bild, 2015, für den Martin-Gropius-Bau William Kentridge – No, It Is!, 2016.

## Schriften
- Herbert Bayer (Hrsg.): 50 Jahre Bauhaus. Katalog, Württembergischer Kunstverein, Stuttgart 1968, ohne ISBN.
- Oskar Schlemmer. Die Wandgestaltung der neuen Architektur. Mit einem Katalog seiner Wandgestaltungen 1911–1942 (Fotografien, Vorstudien, Zeichnungen) (Forschungsunternehmen der Fritz Thyssen Stiftung, Arbeitskreis Kunstgeschichte). Prestel, München, 1973, ISBN 3-7913-0033-4.
- Raum, Zeit, Stille: Ausstellung zum Jahr der Romanischen Kirchen in Köln. Mit Texten von Josef Albers, Joseph Beuys, John Cage, Carl Gustav Carus, Marcel Duchamp, Jannis Kounellis, René Magritte, Kasimir Malewitsch, Barnett Newman, Nam June Paik, Arnulf Rainer, Odilon Redon, Mark Rothko, Reiner Ruthenbeck, Georges Seurat und La Monte Young/Marian Zazeela. Katalog, Kölnischer Kunstverein, Köln 1985, ohne ISBN.
- mit Gabriele Lueg (Hrsg.): Die 60er Jahre. Kölns Weg zur Kunstmetropole, vom Happening zum Kunstmarkt. Katalog, Kölnischer Kunstverein, Köln 1986, ohne ISBN, OCLC 165706222.
- mit Edith Decker (Hrsg.): Video-Skulptur: retrospektiv und aktuell, 1963–1989 (DuMont-Dokumente). DuMont, Köln 1989, ISBN 3-7701-2313-1.
- mit Johann-Karl Schmidt (Hrsg.): Otto Dix. Zum 100. Geburtstag, 1891–1991. Katalog, Galerie der Stadt Stuttgart und Nationalgalerie, Berlin. Hatje Cantz, Stuttgart 1991, ISBN 3-7757-0335-7.
- mit Andreas Kreul: Sounds of the Inner Eye: John Cage, Mark Tobey, Morris Graves. Katalog, Kunsthalle Bremen und Museum of Glass: International Center for Contemporary Art, Tacoma, University of Washington Press, Seattle 2002, ISBN 0-295-98274-8 (englisch).
- mit Andreas Kreul, Uwe Goldstein und Katerina Vatsella: Tomma Wember. 3 Worte nur oder vier. Katalog, Kunsthalle Bremen. Hauschild, Bremen 2002, ISBN 3-89757-159-5.
- Videokunst der 60er Jahre in Deutschland. Katalog mit Arbeiten von Joseph Beuys, Jan Dibbets, Karl Gerstner, Nam June Paik, Otto Piene, Gerry Schum, Aldo Tambellini und Wolf Vostell, Kunsthalle Bremen, 2006, ohne ISBN, OCLC 85260324 (mit DVD).
- mit Andreas Kreul: Nam June Paik. There is no rewind button for life. Katalog, Kunsthalle Bremen, DuMont, Köln 2007, ISBN 978-3-8321-7780-5 (mit DVD).
- mit Barbara Nierhoff-Wielk (Hrsg.): „John Cage und ...“ Bildender Künstler – Einflüsse, Anregungen. Dumont, Köln 2012, ISBN 978-3-8321-9444-4.
- mit Anke Hervol und Johannes Odenthal (Hrsg., im Auftrag der Akademie der Künste): Schwindel der Wirklichkeit/The Vertigo of Reality – Game Art, die mediale Schwelle, Partizipation, Closed-Circuit-Videoinstallationen. Ein Reader. Texte von Horst Bredekamp, Michael Diers, Birgit Hein, Slavko Kacunko u. a. Verlag der Buchhandlung Walther König, Köln 2015, ISBN 978-3-86335-762-7 (deutsch/englisch).
- mit Anne McIlleron und Angela Breidbach: William Kentridge. No, it is. Katalog, Martin-Gropius-Bau, Berlin und Buchhandlung Walther König, Köln 2016, ISBN 978-3-86335-950-8 (englisch).
- „Das bauhaus gibt es nicht“. Mit einem Beitrag von Stefan Kraus, einem Vorwort von Wolfgang Holler und Fotografien aus dem Nachlass von Ruth Hollós und Erich Consemüller. Absender Wewerka Archiv, Magdeburg und Alexander Verlag, Berlin 2019, ISBN 978-3-89581-494-5.
- Wulf Herzogenrath im Gespräch mit Peter Moritz Pickshaus. Bielefeld, Essen, Köln und vieles andere mehr. Die 1970er und 80er Jahre (Energien|Synergien 15). Vorwort von Walter Grasskamp. Buchhandlung Walther König, Köln 2019, ISBN 978-3-96098-577-8.
- Elisabeth Klotz (Hrsg.): Wulf Herzogenrath. Gastgeschenke – Kunst und Texte seit 1966. Alexander Verlag, Berlin 2024, ISBN 978-3-89581-616-1.

## Ehrungen
- Seit 2007: Vorsitzender der Jury des Kaiserrings der Stadt Goslar
- Seit 2008: Mitglied des Kuratoriums für das neue Bauhaus-Museum Weimar
- 2011: Bremische Senatsmedaille für Kunst und Wissenschaft
- Seit 2015: Mitglied des Beirats der Stiftung Brandenburger Tor im Max Liebermann Haus, Berlin